# سیارک ۲۳۳۱۳
سیارک ۲۳۳۱۳ (به انگلیسی: 23313 Supokaivanich، نامگذاری:2001AC42) بیست و سه هزار و سیصد و سیزدهمین سیارک کشف شده‌است که در ۳ ژانویه ۲۰۰۱ کشف شد.
قدر مطلق سیارک برابر ۱۴.۸ است.